# 薩斯卡蒙塔訥鄉

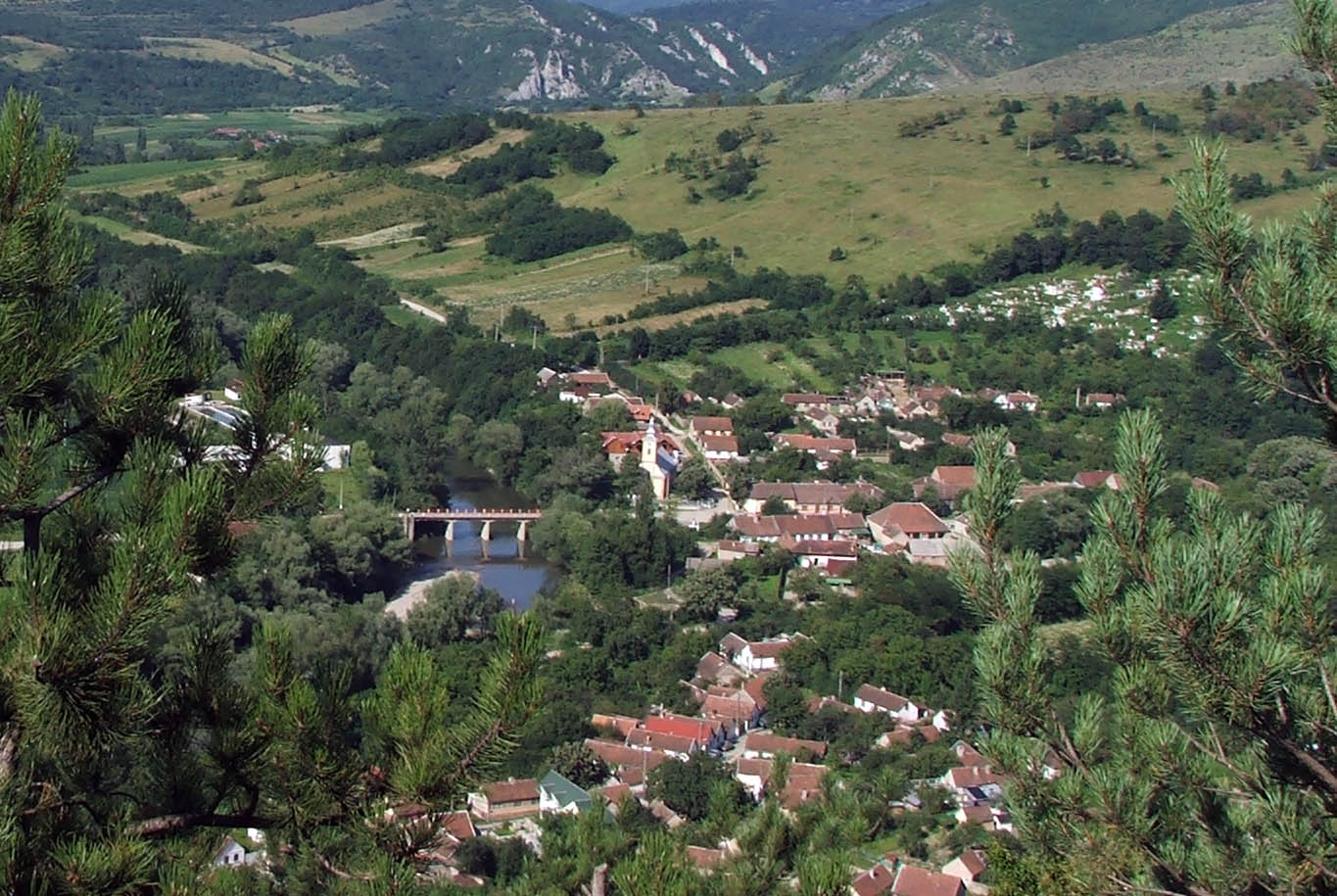

44°53′N 21°42′E / 44.883°N 21.700°E
薩斯卡蒙塔訥鄉（羅馬尼亞語：Comuna Sasca Montană, Caraș-Severin），是羅馬尼亞的鄉份，位於該國西南部，由卡拉什-塞維林縣負責管轄，面積129平方公里，海拔高度263米，2007年人口1,646，人口密度每平方公里13人。